# Denis Cauchi
Denis Cauchi (15 gennaio 1965) è un ex calciatore maltese.

## Carriera

### Nazionale
Ha collezionato 10 presenze con la propria Nazionale.